# 유희왕 R
유희왕 R(遊☆戯☆王R)은 2004년 6월부터 2008년 8월까지 V점프에 연재된 만화이다. 작가는 타카하시 카즈키의 어시스턴트 카게야마 나오유키가 맡았다. 동명의 애니메이션과는 설정 등이 다르다.